# Géranium des bois
Geranium sylvaticum
Espèce
Statut de conservation UICN

 LC  : Préoccupation mineure
Le Géranium des bois (Geranium sylvaticum) est une plante herbacée vivace de la famille des Géraniacées.

## Description

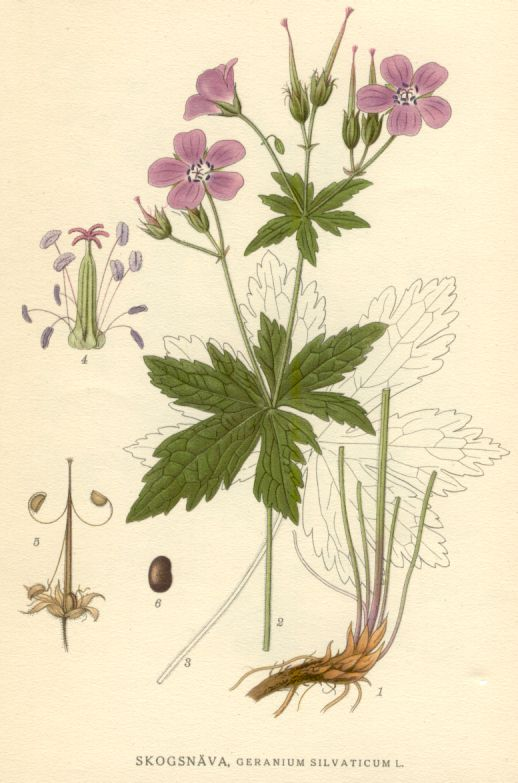
Planche d’illustration.

Sa hauteur atteint 30 à 70 cm. Les fleurs sont pourpre violacé, à cinq pétales, et mesurent de 2 à 3 cm de diamètre. Les feuilles sont très découpées, mais pas autant que celles du Géranium des prés, avec lequel on peut le confondre facilement.
C'est une plante gynodioïque, ce qui est rare chez les angiospermes puisque moins d'1% des espèces sont concernées par ce système de reproduction.

## Pollinisation
Les fleurs de ce géranium sont visitées par de nombreux insectes et, comme le Géranium Herbe à Robert, il est particulièrement apprécié par certaines espèces d'Empidinae qui le pollinisent aussi efficacement que les abeilles.

## Habitat et répartition
Le Géranium des bois est une plante de montagne caractéristique des mégaphorbiaies boréomontagnardes. Il pousse de préférence sur les sols siliceux, dans les bois clairs, les lisières et les prés. On le trouve en France dans tous les massifs montagneux (au-dessus de 1 000 m à 1 200 m dans le Massif central et les Pyrénées, plus bas dans les massifs plus au nord).

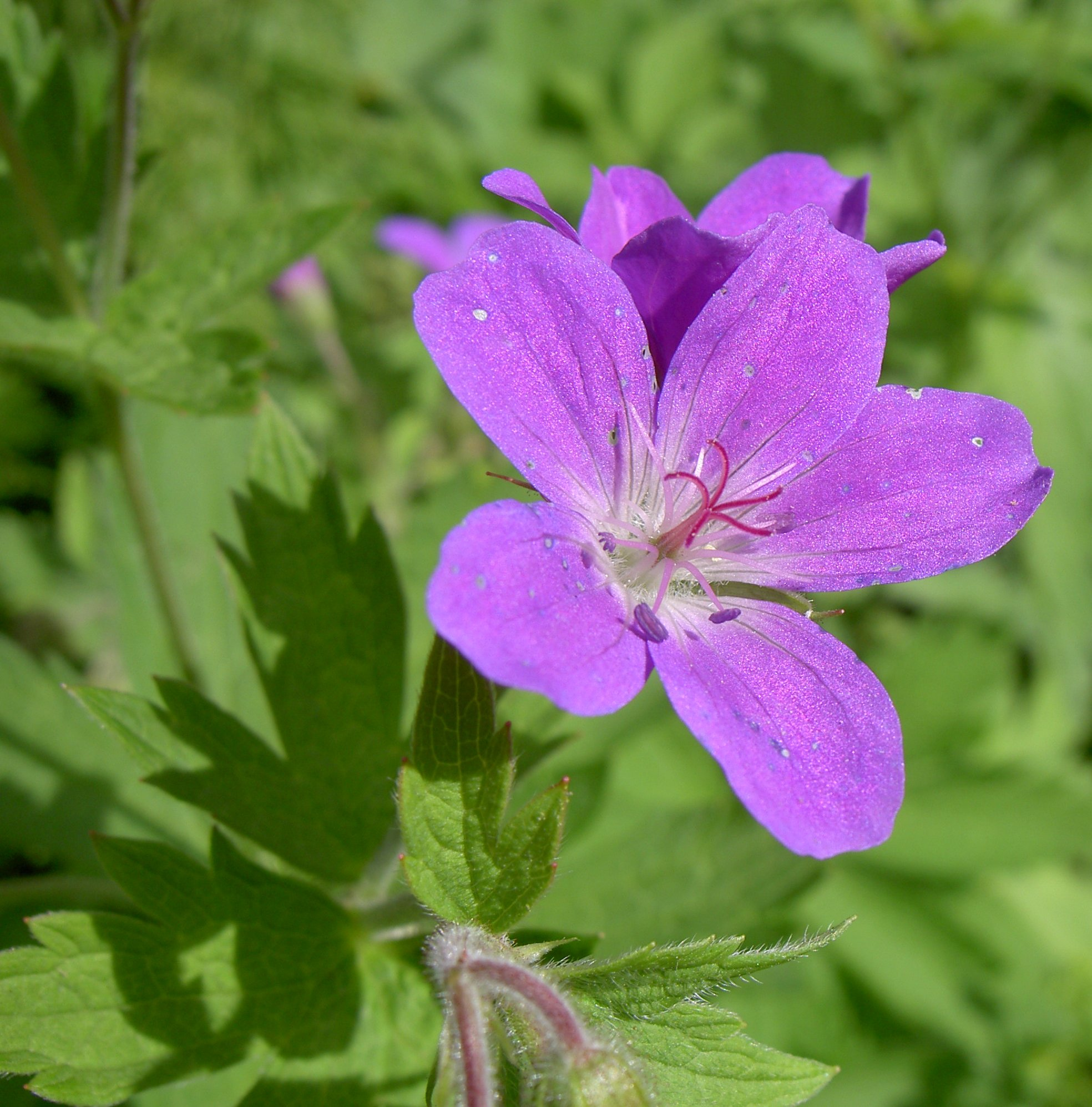
Fleur

## Variabilité
Le géranium des bois présente une grande variabilité suivant la couleur des fleurs et la présence plus ou moins importante des poils.
- Geranium sylvaticum L. forma albiflorum Murr
- Geranium sylvaticum L. forma angustisectum Beck
- Geranium sylvaticum L. forma eglandulosum (Celak.) Borza
- Geranium sylvaticum L. forma latisectum Beck
- Geranium sylvaticum L. forma lilacinum Murr
- Geranium sylvaticum L. forma parviflorum (Brittinger) Nyr.
- Geranium sylvaticum L. forma perglandulosum Nyr.
- Geranium sylvaticum L. forma purpureum Murr
- Geranium sylvaticum L. forma roseum Murr
- Geranium sylvaticum L. forma sublilacinum C. G. Westerl.
- Geranium sylvaticum L. subsp. caeruleatum (Schur) D.A.Webb & I.K.Ferguson (1967)
- Geranium sylvaticum L. subsp. lemanianum Briq. (1899)
- Geranium sylvaticum L. subsp. pseudosibiricum (J.C.Mayer) D.A.Webb & I.K.Ferguson (1967)
- Geranium sylvaticum L. subsp. rivulare (Vill.) Rouy (1897)
- Geranium sylvaticum L. subsp. sylvaticum  Kuntze
- Geranium sylvaticum L. subsp. uralense (Kuvaev) Tzvelev (2000)
- Geranium sylvaticum L. var. albiflorum Krylov
- Geranium sylvaticum L. var. glanduligerum Petrova & Kožuharov (1979)
- Geranium sylvaticum L. var. album Weston
- Geranium sylvaticum L. var. alpestre (Schur) Hayek
- Geranium sylvaticum L. var. alpinum (Rupr.) Graebn. in Asch. & Graebn.
- Geranium sylvaticum L. var. angustisectum (Beck) Graebn. in Asch. & Graebn.
- Geranium sylvaticum L. var. argenteum (Geners.) Steud.
- Geranium sylvaticum L. var. borealis Pohle ex Tzvelev
- Geranium sylvaticum L. var. brachypetalum Lecoq & Lamotte in Lamotte
- Geranium sylvaticum L. var. brachystemon (Murr) Graebn. in Asch. & Graebn.
- Geranium sylvaticum L. var. denudatum Celak.
- Geranium sylvaticum L. var. eglandulosum Celak.
- Geranium sylvaticum L. var. fastigiatum Fr.
- Geranium sylvaticum L. var. glabriusculum Gaudin
- Geranium sylvaticum L. var. glandulosum Strobl
- Geranium sylvaticum L. var. grandiflorum Strobl
- Geranium sylvaticum L. var. hirsutum (Rupr.) Graebn. in Asch. & Graebn.
- Geranium sylvaticum L. var. latisectum (Beck) Graebn. in Asch. & Graebn.
- Geranium sylvaticum L. var. myriadenum (Sommier & Levier) Graebn. in Asch. & Graebn.
- Geranium sylvaticum L. var. parviflorum Blytt
- Geranium sylvaticum L. var. ranunculifolium Schur ex Nyman
- Geranium sylvaticum L. var. stroblii (Hayek) Graebn. in Asch. & Graebn.
- Geranium sylvaticum L. var. subeglandulosum (Rupr.) Graebn. in Asch. & Graebn.
- Geranium sylvaticum L. var. subhirsutum Beck
- Geranium sylvaticum L. var. sublilacinum (C. G. Westerl.) Graebn. in Asch. & Graebn.
- Geranium sylvaticum L. var. typicum Hayek
- Geranium sylvaticum L. var. typicum Rupr.
- Geranium sylvaticum L. var. variegatum Weston
- Geranium sylvaticum L. var. vestitum (Lange) Graebn. in Asch. & Graebn.
- Geranium sylvaticum L. var. wanneri (Briq.) Graebn. in Asch. & Graebn.

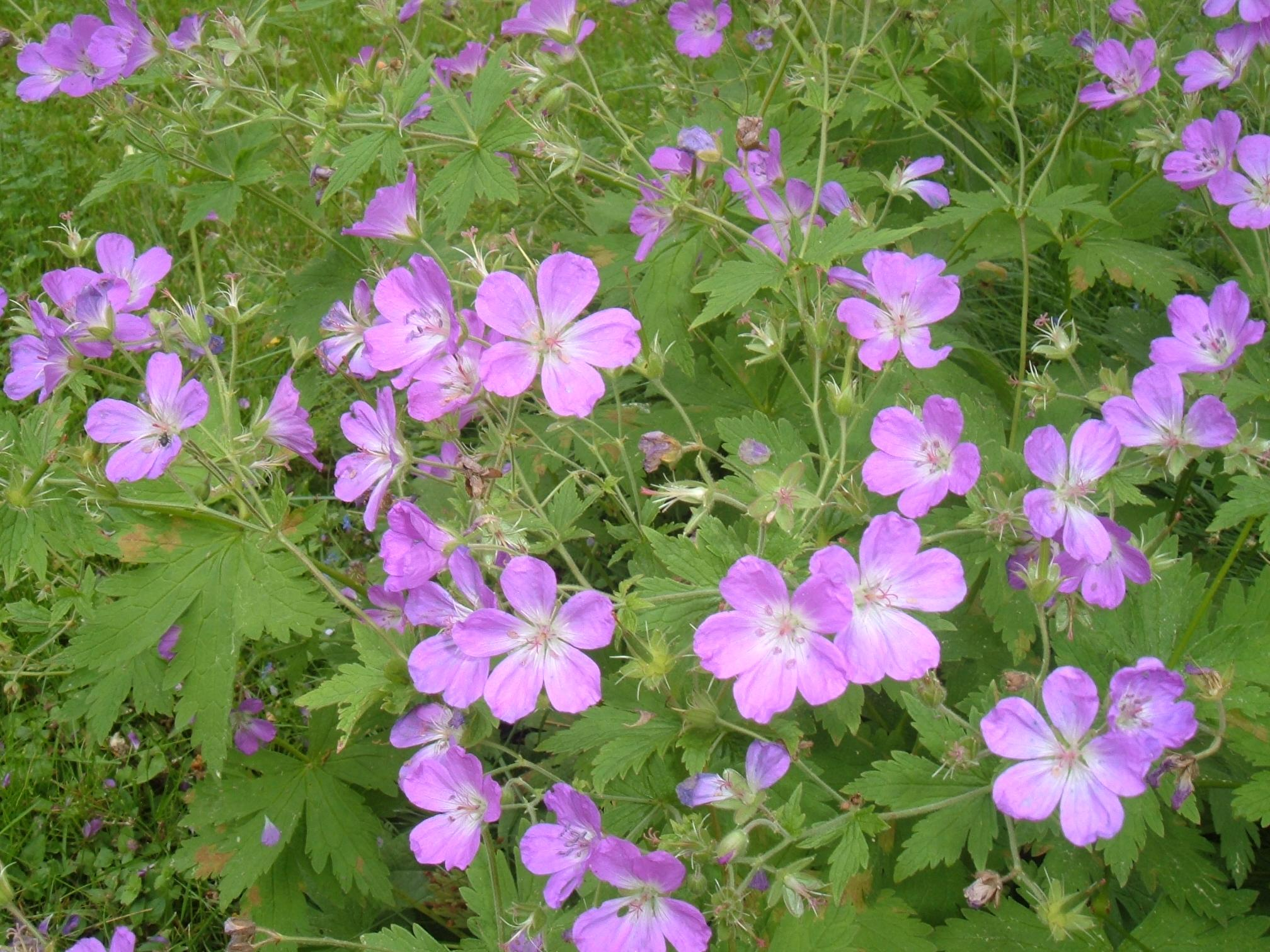
Geranium sylvaticum
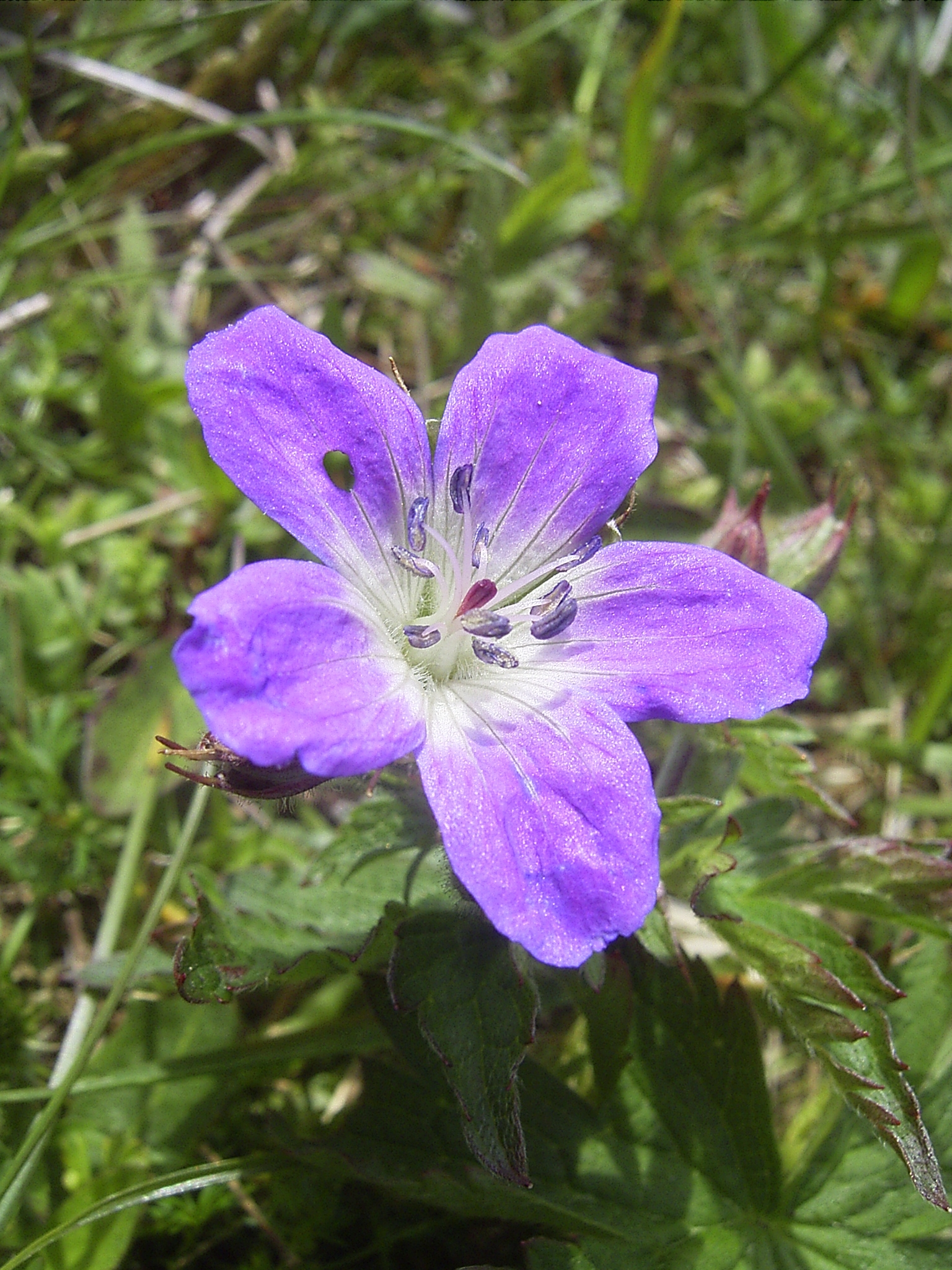
Geranium sylvaticum
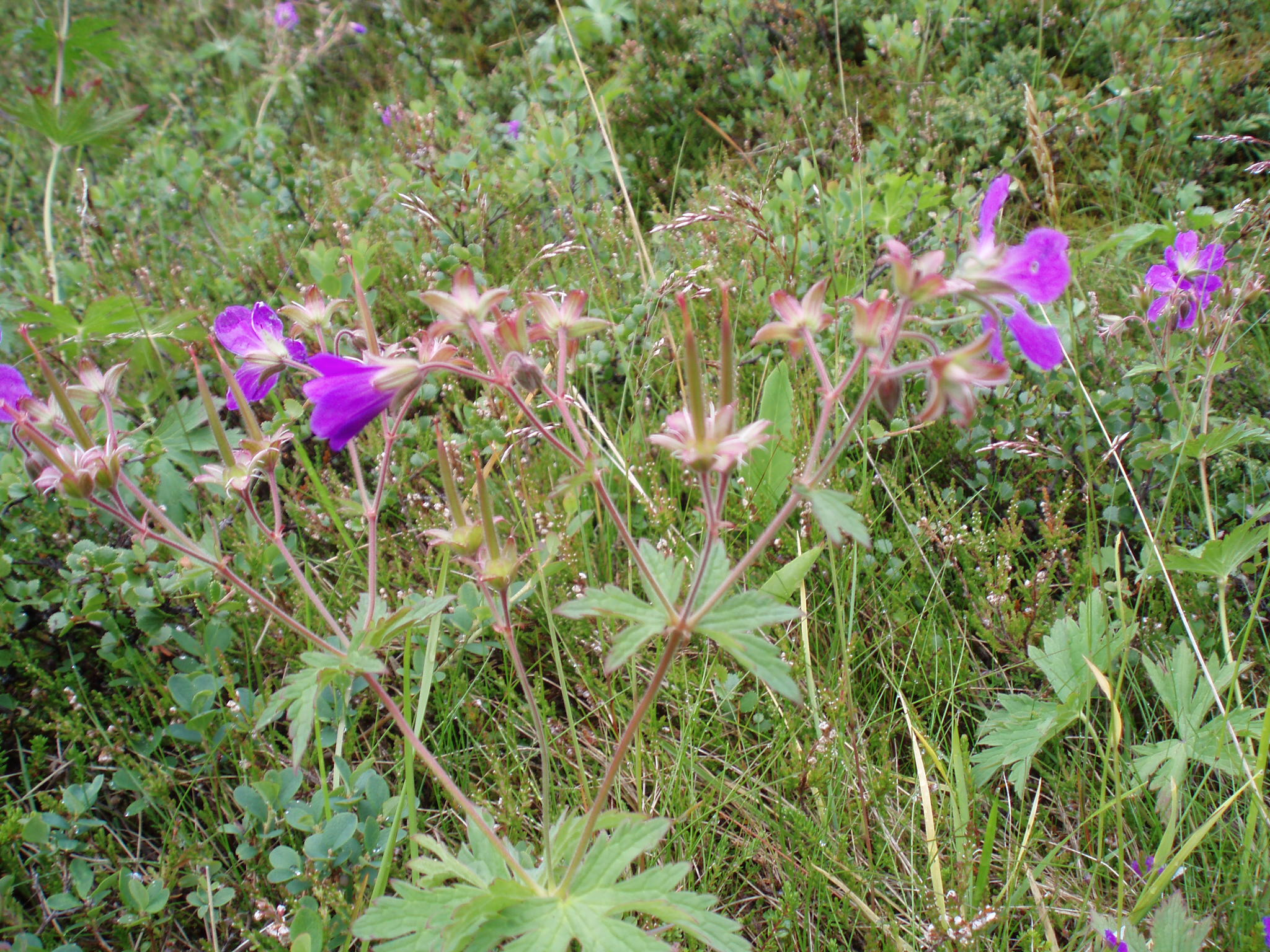
Geranium sylvaticum